# Antun Kaznačić
Antun Kaznačić (Dubrovnik, 28. rujna 1784. – Dubrovnik, 1. travnja 1874.), bio je hrvatski pravnik i pjesnik te prvi dubrovački ilirac i preporoditelj.

## Životopis
Rođen je u Dubrovniku 1784., u obitelji pomoraca. Studirao je pravo u Genovi, gdje je bio konzularni pomoćnik. Povratkom u Dubrovnik bio je državni službenik, a od 1812. odvjetnik.
Pjesništvo mu je nadahnuto starijom, baroknom dubrovačkom književnosti (osobito Ignjatom Đurđevićem) i preporodnim gibanjima. Kako navodi Hrvatska enciklopedija, »pisao je uglavnom komične pjesme, prigodnice, satire i maskerate, talijanske epigrame te jedan opsežniji prozni spis o suvremenome Dubrovniku«.
Zapaženija mu je poslanica Obljubljenoj našoj braći Hrvatima i Slovencima Dubrovčani (1848.), a posmrtno mu je  Pjesme razlike (1879.) uredio Rajmund Visić.
Otac je Ivana Augusta Kaznačića.